# Pere García Lorente
Pere García Lorente va ser un animador, guionista, humorista gràfic i historietista català (1920-1992).

## Biografia
Va treballar com animador a la primera pel·lícula llarga en color feta a Europa de dibuixos animats, Garbancito de la Mancha. Dibuixant de grans recursos expressius va treballar per revistes com Nicolás, Tururut i diverses publicacions de l'editorial Bruguera. L'any 1962 crearia acudits gràfics per Diari de Barcelona. En català crearia els personatges Kim i Tap per Patufet. Va ser codirector amb Vicente Roso d'Ediciones Clíper en funcions de director artístic, i també va ser cofundador del cèlebre Estudio Alex (con Enric Badía Romero y Ramón Monzón).
Va col·laborar en diversos projectes de revistes d'humor impulsats per dibuixants com Tururut! (1953), sota la batuta de Cesc, o Locus (1955-1956), dirigida per Muntañola. Al costat d'Enric Badia Romero i Ramon Montsó va fundar els Estudis Alex, una acadèmia d'ensenyança de dibuix per correspondència (1958). Treballà per a l'Bruguera amb sèries com Maximo Mini (1971),. A Patufet hi va dibuixar la sèrie Kim i Tap i un gran nombre d'acudits gràfics.
Als anys setanta va donar un gir en la seva trajectòria professional, passant a dibuixar per al mercat adult en diferents diaris de Barcelona i en revistes satíriques com Mata Ratos, Barrabás (1972) i en alguns números d'El Papus (1973), en publicacions esportives com Don Balón o El Mundo Deportivo i en diaris com el Diari de Barcelona.
Entre altres distincions, obtingué el premi Heraclio Fournier (1966).

## Obra
| Any  | Títol                                              | Publicació             | Editorial              |
| ---- | -------------------------------------------------- | ---------------------- | ---------------------- |
| 1946 | Nicolás                                            | Coyote                 | Cliper                 |
| 1948 | Don Duro                                           | Nicolás                | Cliper                 |
| 1948 | Cacotín                                            | Nicolás                | Cliper                 |
| 1948 | Arturito, el Trovador                              | Nicolás                | Cliper                 |
| 1948 | Canuto                                             | Pulgarcito"            | Bruguera               |
| 1952 | Simplicio                                          | Pulgarcito             | Bruguera               |
| 1951 | Microbio                                           | El DDT"                | Bruguera               |
| 1952 | Violeto                                            | El DDT                 | Bruguera               |
| 1964 | El tendero Sisebuto y su aprendiz, que es un bruto | Tío Vivo               | Bruguera               |
| 1971 | Máximo Mini                                        | Tío Vivo               | Bruguera               |
| 1972 | Kim i Tap                                          | Patufet (segona epoca) | Baguña Hermanos, S. L. |
| 1974 | Carusino, un can muy fino                          | "Mortadelo"            | Bruguera               |